# Léon Millot (cépage)
Pour les articles homonymes, voir Léon Millot.
Le Léon Millot est un cépage de raisins noirs.

## Origine et répartition géographique
Le Léon Millot a été obtenu par Eugène Kuhlmann vers 1911 en croisant (Vitis riparia × Vitis rupestris) × Goldriesling dans les installations de l'Institut Viticole Oberlin à Colmar en Alsace. Il a été commercialisé à partir de 1921.
Le cépage est un hybride avec des parentages de Vitis vinifera, Vitis riparia et Vitis rupestris.
Des plantations sont connues en Vendée, au Canada, aux États-Unis et en Suisse (8 hectares).
Du même croisement sont issus les cépages Maréchal Foch, Lucie Kuhlmann, Maréchal Joffre, Pinard, Etoile I, Etoile II et Triomphe d'Alsace.
Le nom du cépage a été choisi en hommage à Léon Millot, président de la Société vosgienne de viticulture.

## Aptitudes culturales
La maturité est de première époque précoce : 5 - 6 jours avant le chasselas.

## Potentiel technologique
Les grappes sont petites et les baies sont de taille petite. La grappe est cylindrique, ailée et lâche. Le cépage est vigoureux et s'il est conduit à taille longue, la fertilité assez bonne et régulière. Il est assez résistant au mildiou mais il craint l'oïdium.
Le vin rouge est de bonne qualité.

## Synonymes
Le Léon Millot est connu sous les noms 194-2 Kuhlmann, Frühe Schwarze et Millot.

## Colonie de vacances de Mandres-sur-Vair
En 1886, Léon Millot rencontre le Maire de Popincourt (XIe arrondissement de Paris). Celui-ci recherche un endroit pour organiser des loisirs pour les enfants défavorisés. Grâce à Léon Millot, les premiers colons arrivent en 1889 dans le château de Mandres-sur-Vair, désormais colonie de vacances sanitaire pour la caisse des écoles du XIe arrondissement. Durant plusieurs décennies, des milliers d’enfants parisiens viendront à Mandres-sur-Vair pour les vacances d’été inaugurant les premiers séjours collectifs.
Léon Millot édite plusieurs séries de cartes postales de la colonie de Mandres-sur-Vair.